# Theano Fotiou

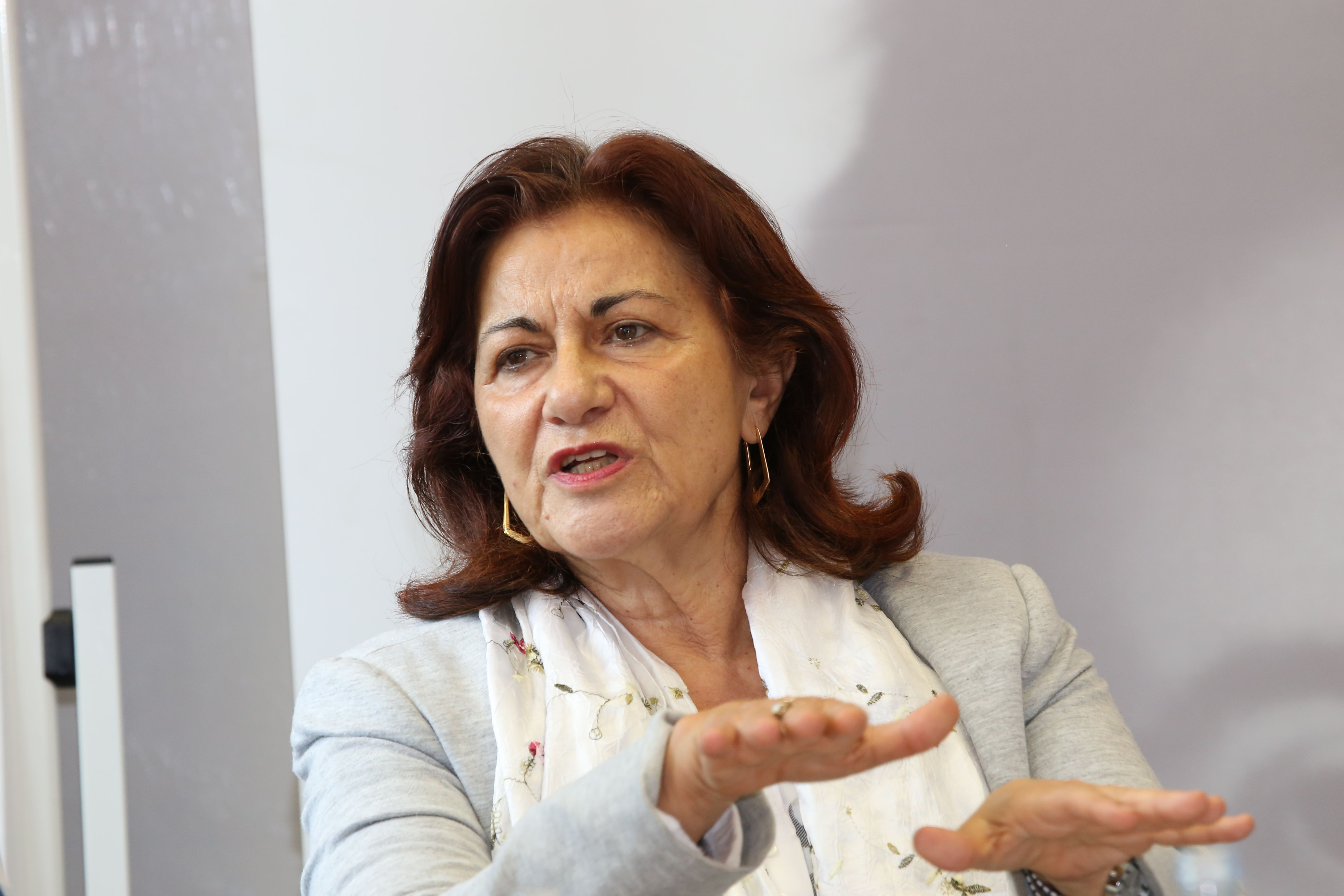
Theano Fotiou 2015

Theano Basileiou Fotiou (griechisch Θεανώ Βασιλείου Φωτίου, * 10. Mai 1946 in Athen) ist eine griechische Architektin und emeritierte Professorin an der NTUA. Sie war von 2012 bis Ende 2023 Abgeordnete für die Synaspismos Rizospastikis Aristeras (Syriza) im Griechischen Parlament und schloss sich anschließend der neu gegründeten Partei Nea Aristera an, ohne den Abgeordnetensitz abzugeben. Von Januar 2015 bis zum Juli 2019 war sie stellvertretende Ministerin für Soziale Solidarität im Kabinett Alexis Tsipras I und im Kabinett Alexis Tsipras II.

## Karriere als Architektin

### Akademische Ausbildung
Theano Fotiou studierte nach dem Besuch der 6. Oberschule für Mädchen ab 1964 Architektur an der Nationalen Technische Universität Athen (NTUA). Ihren Abschluss machte sie 1969. Während des Studiums absolvierte sie im Sommer 1968 im Rahmen des IAESTE-Programms ein Praktikum im Norddeutschen Wiederaufbauamt in Hamburg. Im Jahr 1973 nahm sie an der Salzburger Sommerakademie bei Professor Jacob Bakema teil. Sie machte 1980 das Diplôme d’Etudes Approfondies (D.E.A.) der Abteilung für Stadtgeographie (Géographie Urbaine) an der Universität Paris-Nanterre.

### Selbständige Tätigkeit
Ab 1969 war sie Mitglied der Technischen Kammer Griechenlands und der Architektenvereinigung DAS. Mit den Bauingenieuren P. Stamatopoulos und N. Palamaris betrieb sie von 1970 bis 1979 ein Architekturbüro. Anschließend, von 1979 bis 1989, war sie Partnerin im Planungskollektiv Atelier 66, das von Suzana Kolokytha Antonakaki und Dimitris Antonakakis mit Eleni Gousi-Desylla gegründet wurde. Sie arbeitete im Bereich Raumplanung, Stadtplanung und Architektur. In den Jahren 1989 bis 1998 führte sie ein Architekturbüro in Nea Filothei.

### Lehre
Von 1971 bis 1972 war sie Dozentin für Bau- und Architekturdesign am Center for Technological Applications (KTE). Ab 1972 gehörte sie als Assistentin zum Lehrstuhl für Konstruktion und Komposition, Professor Thucydides Valentis (NTUA). Ihre Verträge als Assistentin wurden 1975 und 1978 auf Empfehlung von Professor Ioannis Liapis und 1981 auf Empfehlung von Prof. Georgios Skiadaresis verlängert. Ab 1984 war sie in ihrer Universität als Dozentin tätig, 1989 erfolgte die Ernennung zur Assistenzprofessorin. Ab 2003 forschte sie als Professorin für Architektur und Städtebau an der Nationalen Technische Universität Athen. Die Forschungsschwerpunkte waren europäischer und griechischer Städtebau, Wohnungsbau und städtischer Mehrfamilienhausbau, Sanierung und Umnutzung historischer Gebäude, Design für Alle und die Lehrmethodik in der Architekturgestaltung. Sie lehrte als Gastprofessorin in den Jahren 1990 bis 1992 am Royal College of Art (RCA) in London, am University College London (UCL), an der Bartlett School of Architecture and Planning. Von 1990 bis zum Jahr 2000 gehörte sie der Architectural Association School of Architecture in London an. Sie lehrte an der Escola Tecnica Superior d’Arquitectura de Barcelona. Als Koordinatorin betreute sie das Erasmus- und das Sokrates-Programm. Fotiou war Mitbegründerin des European Network for the Third Age.

## Engagement als Architektin
Theano Fotiou hatte über mehrere Jahre verschiedene Funktionen in Berufsverbänden inne und war als gewähltes Mitglied in der Hochschulverwaltung auf unterschiedlichen Ebenen tätig. Sie engagierte sich in europäischen Netzwerken und gehörte 1992 zur Auswahlkommission für neue Künstler der Biennal de València. Theano Fotiou war Preisrichterin bei Architekturwettbewerben.

## Karriere als Politikerin
2012 zog Fotiou erstmalig in das griechische Parlament ein und wurde in den Jahren 2015 und 2019 wiedergewählt. Sie ist Mitglied des Ständigen Parlamentsausschusses für soziale Angelegenheiten und des Ausschusses für europäische Angelegenheiten. Von 2012 bis 2015 unterstützte sie Solidarität für alle (solidarity4all), ein Netzwerk der gesellschaftlichen Solidaritätsbewegung von unten, das die Menschen in Griechenland während der Wirtschaftskrise und der Memoranden unterstützte.
Von 2015 bis 2019 gehörte sie zum Ministerium für Arbeit, Sozialversicherung und Soziale Solidarität. Unter Minister Giorgos Katrougalos war sie Stellvertretende Ministerin für Soziale Solidarität. Diese Funktion erfüllte sie auch unter Ministerin Efi Achtsioglou. Sie hat dem Parlament das erste Gesetz der Syriza-Regierung zur Bekämpfung der humanitären Folgen der Schuldenkrise und Gesetzesentwürfe zur Digitalisierung der staatlichen Sozialleistungen vorgelegt. Sie führte auch ein Adoptions-Gesetz ein, das Kinder von der Heimunterbringung schneller in Pflegefamilien bringt.
Seit 2019 setzt sie sich weiter für Wohlfahrt und soziale Solidarität zur Bewältigung der Folgen der zahlreichen Krisen in Griechenland ein (Themen: Steuern, Klima, Gesundheit, Energie). Sie befürwortet ein digitales Netzwerk für kostenlose Gesundheits- und Sozialdienste und arbeitet an einer neuen Wohnungspolitik.
Nach der Wahlniederlage 2023 trat der Parteivorsitzende der Syriza, Alexis Tsipras, zurück. Zum Nachfolger wurde Stefanos Kasselakis gewählt, dem in der Folge eine Abkehr von linken Positionen vorgeworfen wurde. Theano Fotiou verließ daraufhin die Syriza im November 2023 zusammen den Abgeordneten Efi Achtsioglou, Nasos Iliopoulos, Alexis Charitsis, Sia Anagnostopoulou, Hüseyin Zeybek, Dimitris Tzanakopoulos, Meropi Tzoufi und Ozgur Ferhat. Am 5. Dezember gründeten sie zusammen mit weiteren ehemaligen Syriza-Abgeordneten die „Nea Aristera“. Präsident der Partei wurde Alexis Charitsis.

## Privates
1977 wurde ihr Sohn Basil geboren, der seinerseits ein Kind hat.

## Bauten

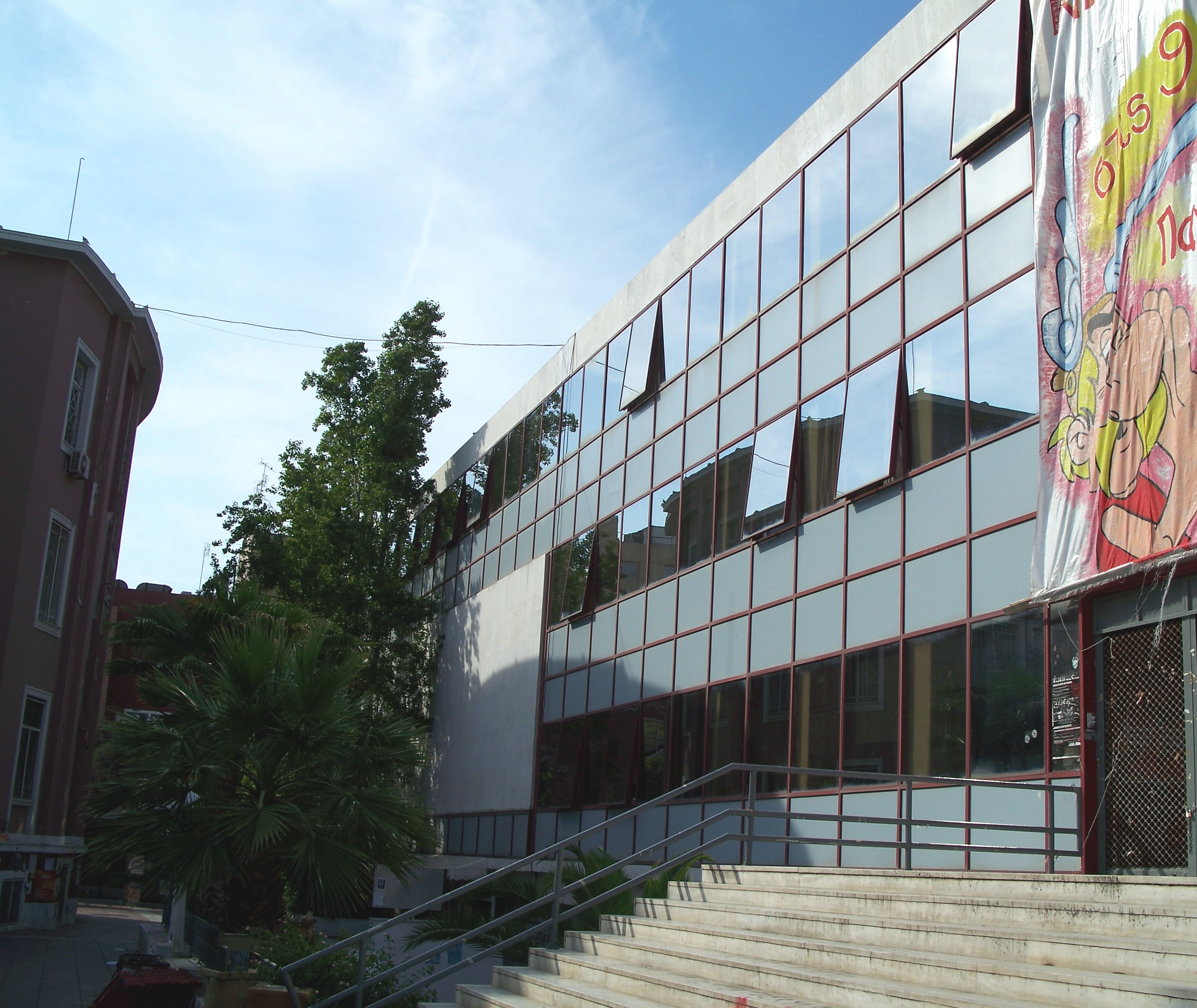
Pantion University Athen, mittlerer Flügel

- Philosophische Bibliothek, Universität Athen, 2018 (mit Antonis Noukakis & Partners)[12][13]
- Neue pädagogische Abteilung, Demokrit-Universität Thrakien, Standort Xanthi[1]
- Sanierung eines Industriekomplexes in Soufli[1]
- Olympisches Dorf, Athen, 2004[1]
- Entwurf Neues Akropolismuseum, Athen, 1990 (mit Atelier 66)[1]
- Rhône-Poulenc-Büros, Innenarchitektur, Athen, 1985 (mit Atelier 66)[14]
- Pantion-Universität Athen, 1983 (mit Atelier 66)[14]
- Technische Universität Kreta, Akrotiri, 1982 (mit Atelier 66)[15]
- Wohnsitz in Perdika, Ägina, 1981 (mit Atelier 66)[14]
- Wohnkomplex mit 220 Häusern, Komotini, 1981 (mit Atelier 66)[14]
- Fakultät für Philosophie der Universität Kreta, 1981 (mit Atelier 66)[16]
- Studentenzentrum, Lagadia, Arkadien, 1980 (mit Atelier 66)[14]
- Zentralgebäude der Nationalen Technischen Kammer Griechenlands, Athen, 1980 (mit Atelier 66)[17]
- Industrieschule, Piräus, 1979 (mit Atelier 66)[14]

## Auszeichnungen
- 2022, Mies van der Rohe Award for European Architecture, Bibliothek der Fakultät für Philosophie, 2008–2018 mit Antonis Noukakis & Partners, Nominierung[18]